# 6417 Liberati
6417 Liberati eller 1993 XA är en asteroid i huvudbältet som upptäcktes den 4 december 1993 av den italienska astronomen Antonio Vagnozzi vid Santa Lucia Stroncone-observatoriet. Den är uppkallad efter den italienska roadracingföraren Libero Liberati.
Den tillhör asteroidgruppen Astraea.